# Offshore Balancing
 (août 2020).

L'Offshore balancing (en français : équilibrage à distance) est un concept de relations internationales qui désigne la stratégie d'un État cherchant à assurer sa domination en équilibrant les puissances rivales, aucune autre puissance ne pouvant ainsi prendre le dessus sur lui.
Ce concept a été développé dans le cadre de la théorie des relations internationales et plus particulièrement du courant réaliste. L’équilibrage à distance fait référence à une stratégie internationale tendant à assurer la domination internationale d'un État, sans toutefois qu'il y exerce une hégémonie totale. L'État vise à maintenir l'équilibre des puissances au sein de sa région, de manière qu’aucune autre puissance ne puisse remettre en cause sa domination. Cette stratégie implique un interventionnisme international réduit au minimum nécessaire, ainsi qu’une responsabilisation de ses alliés au sein des différentes régions du monde.

## Histoire du concept
Si le concept d’équilibrage à distance apparaît en premier lieu avec Christopher Layne en 1997, la stratégie que celui-ci prône a fait partie de l’histoire avant d’avoir été conceptualisée. Certains auteurs semblent s’accorder avec le fait que l’interventionnisme, l’idée de dominer le monde en y intervenant grandement, fait partie des valeurs historiques associées à la culture américaine. Toutefois, John Mearsheimer et Stephen Walt tentent de revoir les différentes stratégies américaines à travers le passé et notent que l’équilibrage a déjà été une stratégie pour le moins efficace pour les États-Unis. L’histoire des États-Unis a donc selon Mearsheimer et Walt connu des périodes d’équilibrage à distance. En effet, les deux guerres mondiales en seraient des illustrations où les États-Unis sont restés en retrait n’utilisant ainsi pas leurs ressources, laissant leurs alliés lutter pour eux-mêmes et n’intervenant qu’en dernier recours; apparaissant ainsi comme des sauveurs. Il en est de même dans la région du Moyen-Orient vers la fin des années 1960 où les Américains ont laissé respectivement le Royaume-Uni et l’Iran gérer le pétrole et en intervenant que de manière limitée lorsque cela était jugé nécessaire.

## Cadre théorique
Le concept d’équilibrage à distance s’insère dans un cadre théorique appartenant au paradigme dominant de la théorie des relations internationales, à savoir le réalisme. Il repose ainsi sur un fondement théorique et des postulats de base que partagent bon nombre de théoriciens réalistes. À cet égard, nous pouvons relever la nature anarchique du système international, le fait que l’État est le seul véritable acteur des relations internationales et qu’il serait rationnel et enfin qu’il cherche continuellement à maximiser sa puissance en ce qui concerne les réalistes offensifs et sa sécurité pour ce qui est des réalistes défensifs. Ces fondements ont de grandes conséquences sur la vision que portent les auteurs réalistes sur le monde. Toutefois, l’interprétation de ces postulats peut être différente selon à qui l’on s’adresse,. Un débat surgit entre les défenseurs de l’hégémonie libérale, de l’interventionnisme et de la prépondérance d’une part, et ceux de l’équilibrage à distance d’autre part, qui promeuvent de se recentrer sur les intérêts américains en se déresponsabilisant du rôle de gendarme du monde acquis à la suite de la Seconde Guerre mondiale.

### Équilibrage à distance ou la critique de l’hégémonie libérale
Les tenants de la stratégie d’équilibrage à distance sont très critiques envers une vision des États-Unis se présentant comme les gendarmes du monde et comme hégémon global, usant de sa prépondérance sur le système international pour s’assurer de ses intérêts et de sa domination et de son rôle de nation indispensable,. Les arguments qui soutiennent cette critique reviennent par tous les tenants de l’équilibrage à distance. Ils défendent le fait qu’une stratégie d’hégémonie libérale et de prépondérance ne peut être efficacement soutenue sur le long terme,,,,,,,. Parmi les principaux éléments de cette critique figurent les suivants.
Alors que tous les auteurs, qu’ils soient en faveur de l’hégémonie ou de l’équilibrage à distance, se disent défenseurs des intérêts américains, c’est la manière qui diffère. C’est donc dans la mise en place et la logique qui sous-tend les deux stratégies que les débats ont lieu. Christopher Layne divise alors le débat entre les réalistes offensifs et les réalistes défensifs.
Selon Layne, le réalisme offensif repose sur l’idée que les États doivent tenter de maximiser leur puissance relative pour augmenter leur niveau de sécurité dans le monde anarchique et compétitif dans lequel nous nous trouvons. Tout repose donc sur le « hard power » ou « manière forte » et sur la volonté d’être le plus puissant. La stabilité du système dépend selon eux de cette puissance dominante et en ce sens, le rôle des États-Unis est crucial. Toutefois, cela ne revient pas à dire que les États-Unis se doivent d’intervenir partout dans le monde en imposant ses valeurs mais qu’ils doivent simplement rester les numéros un quoi qu’il arrive. Les réalistes offensifs supportent donc la domination des États-Unis sur le monde tout comme les réalistes défensifs. Néanmoins, c’est la logique et la manière des défensifs d’imposer et de protéger la domination américaine qui est rejetée.
Ainsi, Layne critique les réalistes défensifs qui seraient plus enclins à se tourner vers la stratégie de la prépondérance et qui rejetteraient ainsi toute forme de multipolarité pour trois raisons : d’abord, car l’hégémonie américaine rendrait toute opposition absurde car totalement inégale ; ensuite, du fait de l’intérêt que les États-Unis manifestent envers les autres États, ces derniers auront intérêt à les suivre et non à s'y opposer ; et enfin, le soft power ou la « manière douce » rendrait les valeurs américaines attractives et présenterait la puissance américaine comme étant moins menaçante. Ces arguments reviennent à présenter les États-Unis comme une puissance dominante nécessaire pour garder une certaine stabilité sur la scène internationale. Layne ne voit donc ni les États-Unis comme un hégémon, ni la probabilité d’un équilibre de puissance à l’échelle mondiale.
L’idée qui semble être centrale et être un fil conducteur au sein de la logique des réalistes défensifs est celle de l’interdépendance. Cela est fortement critiqué par les tenants de l’équilibrage à distance. En effet, elle serait le facteur qui rendrait le contexte international propice à la domination d’un État qui assurerait que chacun en tire des bénéfices dans un cadre sécuritaire,. Toutefois, un premier élément de critique émerge face à cette vision de l’interdépendance. Elle serait nécessaire à la paix et à la stabilité mais elle ne peut s’installer que dans un contexte de paix et de stabilité,. Ainsi, ce qu’il est nécessaire de faire pour qu’un contexte d’interdépendance puisse s’installer passe par une forte politique de dissuasion de l’État dominant envers le reste du monde et donc d’un haut niveau de menace. Cette tension par la menace est alors plus susceptible de mener à des conflits qu’à l’interdépendance et que la logique entourant cette dernière n’est pas soutenable.
Dans un second temps, l’équilibrage de puissance à distance répond à l’idée que la domination est nécessaire au maintien de l’ordre mondial. Il ne convient toutefois pas de confondre domination et hégémonie libérale dans le sens où Mearsheimer et Walt notent qu’il ne faut pas voir la domination comme une fin en soi et qu’il ne faut donc pas quitter ce qui importe le plus, c’est-à-dire les intérêts américains.
Ensuite, ils mentionnent que seul l’aspect économique viendrait à faire défaut à l’État qui voudrait user d’une telle stratégie. En effet, les coûts associés aux interventions partout à travers le monde pour chaque événement, qui risquerait de perturber le système mis en place par l’État dominant, ne peuvent être supportés indéfiniment,,. Ils voient à travers cette stratégie d’hégémonie un gaspillage en ressources matérielles et humaines et qu’une révision de l’allocation de ces ressources permettrait à celles-ci d’être allouées ailleurs au sein de l’État américain. À titre d’exemple, pour illustrer à quel point la stratégie actuelle des États-Unis est complètement dépassée, nous pouvons voir le cas du Moyen-Orient. Le coût des guerres en Irak et en Afghanistan s’élève entre quatre et six milliards de dollars américains, à 7 000 pertes humaines et à près de 50 000 blessés.
De plus, Mearsheimer et Walt notamment s’accordent pour dire que l’intervention américaine, dans des cas qui ne sont pas des menaces directes aux intérêts américains, comporte des inconvénients que l’on ne peut et que l’on ne devrait pas ignorer. Elle a montré qu’une intervention américaine au sein de la politique interne d’autres États, sapant ainsi le principe de souveraineté, peut avoir des conséquences incroyables telle qu’une montée du terrorisme. Pour rebondir concernant les nouvelles menaces supranationales tel que le terrorisme mentionné ci-dessus, il est démontré qu’une intervention militaire et une occupation sont rarement des moyens efficaces de résolutions de ces crises.
Une autre critique cible l’idée que les États-Unis se devraient d’être présents partout dans le monde afin de surveiller et d’assurer un contrôle sur les armes nucléaires. Toutefois, cela peut paraître maladroit du fait qu’une présence accrue américaine représenterait aux yeux des éventuels développeurs d’armes nucléaires une menace plutôt qu’une dissuasion d’y faire appel.
Enfin, l’idée largement admise par les gouvernants américains que tous les enjeux internationaux concernant les États-Unis semblent influencer, de manière incroyable, les activités militaires et les interventions américaines. Cela s’accompagne du fait que les dirigeants américains surestiment grandement leur capacité de résoudre les conflits ou les problèmes des autres États. Les États-Unis ont donc tendance à tout concevoir comme une menace envers leurs intérêts et leur sécurité, alors qu’ils n’ont jamais été aussi en sécurité.
Tous les auteurs prônant ainsi la stratégie de l’équilibrage à distance concluent en soulignant que l’hégémonie américaine perd de vue ses propres intérêts et s’éloignent donc de sa mission nationale qui est de répondre aux intérêts américains.

### Les avantages supposés de l’équilibrage à distance
L’équilibrage à distance se pose comme une stratégie plus propice au contexte d’après Guerre Froide. Elle consiste en une gestion plus prudente des avantages et bénéfices que possède un État, afin de conserver son statut de puissance dominante sur le long terme tout en mettant ses intérêts au premier plan,,,. Elle passe par un retrait total ou partiel selon le cas, des forces armées de ladite puissance. Pour tous les auteurs, cette puissance est de nos jours incarnée par les États-Unis. Cela aura pour conséquence de responsabiliser les autres acteurs du système international, et donc de limiter les dépenses en énergie, en ressources économiques, matérielles et humaines américaines.
Une remarque centrale est alors à dresser. En effet, alors que les tenants de l’hégémonie libérale s’accordent pour concevoir le système international comme étant unipolaire, les auteurs de l’équilibrage à distance soulignent que nous sommes en présence d’un système international multipolaire.
Ainsi, dans un monde multipolaire, ce serait un bienfait d’appliquer l’équilibrage à distance car s’il y a plusieurs menaces possibles du fait de la multipolarité, il serait bénéfique de laisser les éventuels rivaux compétitionner entre eux. En effet, ceux-ci dépenseraient alors des ressources précieuses et s’affaibliraient tout en permettant aux États-Unis de ne rien dépenser et de garder une domination relative à leur égard. Mearsheimer, Walt et Layne notamment prennent pour exemple le cas de la rivalité sino-japonaise en Asie et soutiennent que ces deux puissances montantes n’ont aucun intérêt à laisser l’une ou l’autre s’imposer comme hégémon régional ce qui serait à la fois bénéfique pour les intéressées directes mais aussi pour les États-Unis, seul hégémon régional à ce jour. Dans ce cas de figure, aucune puissance régionale ne pourrait se présenter comme hégémon régional et donc être au même rang que les États-Unis. Néanmoins, si cela aboutissait à un scénario où une puissance régionale serait en passe de devenir hégémon de cette région, les États-Unis auraient alors tout intérêt de s’assurer que cela ne se produise pas, soit en venant en aide à un allié, soit en intervenant directement. Il faudrait toutefois que cette intervention soit minimale pour empêcher le gaspillage et suffisante pour garantir un résultat efficace.
Dans une autre mesure, une intervention américaine limitée à la vision que pose l’équilibrage à distance les ferait apparaître comme des sauveurs et non des occupants. En effet, la vision de l’hégémonie libérale tente d’imposer des valeurs, des modes de vie et un régime politique aux pays où les américains interviennent et leur donnent une image d’occupants tentant de modeler des cultures et États bien différents à leur manière. Cela a pour conséquences de créer un ressentiment nationaliste qui s’il n’est pas assez puissant pour lutter ouvertement face à la puissance américaine se tournera vers le terrorisme. En addition, une telle intervention et occupation décrédibilise les gouvernements qui en sont victimes et favorisent donc les zones non-gouvernées engendrant ainsi le désordre et le développement de groupes terroristes. En opposition, intervenir face à une menace réelle sans s’ingérer dans les affaires gouvernementales locales limiteraient drastiquement les conséquences mentionnées.
L’ultime enjeu de l’équilibrage à distance est donc de mettre ses propres intérêts de l’avant, de se retirer au maximum des enjeux internationaux et de la scène internationale afin de ne pas avoir à user de ses ressources, de responsabiliser les autres unités du système et ses alliés, de toutefois garder un œil sur l’évolution des puissances montantes et de s’assurer par tous les moyens qu’elles ne parviennent pas à obtenir le statut d’hégémon régional. La seule manière réalisable serait pour les États-Unis d’appliquer cette stratégie.

### Les différentes régions associées
Les régions posant de grands problèmes à l’heure actuelle aux États-Unis sont l’Asie de l’est, l’Europe et le Moyen-Orient.
Nous nous concentrerons en premier lieu sur le cas de l’Asie. Avec la montée en puissance incroyable de la Chine, les États-Unis devraient confier le cas au Japon, à la Corée du Sud et à l’Australie notamment. Ces derniers se devraient d’assurer que l’équilibre de puissance régionale soit en place et soit maintenu. Toutefois, s’ils venaient à échouer, la stratégie d’Équilibre à distance soutient que les États-Unis devraient intervenir afin de régler la situation dans des mesures limitées, minimales mais suffisantes.Toutefois, si on en croit les statistiques et analyses actuelles concernant la montée en puissance de la Chine, celle-ci est déjà très avancée pour se positionner comme hégémon régionale. De plus, les projections semblent s’accorder que la Chine ne va pas s’arrêter en cours de route et va poursuivre son développement jusqu’à éventuellement dépasser ou au moins rejoindre les États-Unis en de multiples aspects tels que l’économie et le militaire notamment. À l’heure actuelle, les États-Unis ont toujours l’ascendant mais il est important de comprendre que le temps joue en leur défaveur et que si l’on s’en tient à la stratégie d’équilibrage de puissance, ils devraient intervenir ou du moins prendre le dossier en mains afin de mettre en place des mesures leur permettant de miner l’hégémonie régionale chinoise.
En ce qui concerne l’Europe, les États-Unis devraient laisser le sort de l’Europe aux européens et ainsi se retirer au moins partiellement d’organisations internationales telle que l'Organisation du traité de l’Atlantique nord (OTAN) et ainsi relever la remarque de Barry Posen qui qualifie l’OTAN d’« assistance sociale pour les riches ». La question de l’Europe concerne donc non pas une méfiance envers une éventuelle montée en puissance d’un État s’imposant aux autres mais plutôt essentiellement à des questions de ressources.
Enfin, le Moyen-Orient est souvent abordé sous la question du pétrole d’abord mais aussi sous l’angle de l’occupation et de l’intervention américaine lors des différentes crises politiques. Ainsi, sous un angle d’équilibrage à distance, les seules raisons pour lesquelles les États-Unis devraient surveiller cette région sont la question de l’accès au pétrole mais aussi la gestion des différentes puissances pour garantir qu’aucune ne s’impose comme une puissance dominante face aux autres.

### Politique étrangère américaine
- Allison, Graham T., Destined for war : can America and China escape Thucydides's trap?  (ISBN 9781328915382 et 1328915387), (OCLC 1055564279)
- Nguyen, Eric., La politique étrangère des États-Unis depuis 1945 : de Yalta à Bagdad, Studyrama, 2004  (ISBN 2844724981 et 9782844724984), (OCLC 61767912)
- Pierre Baudry, « Twilight of the Titans, Paul MacDonald et Joseph M. Parent, 2018, Ithaca, Cornell University Press, 276 p. », Études internationales, 2018, vol. 49, no 3, p. 636.
- Christopher Layne, « From Preponderance to Offshore Balancing: America's Future Grand Strategy », International Security, vol. 22, no 1, 1er juillet 1997, p. 86–124  (ISSN 0162-2889), DOI 10.1162/isec.22.1.86, consulté le 4 avril 2019)
- (en-US) « Offshore Balancing or International Institutions? The Way Forward for US Foreign Policy: A Debate at the Watson Institute for International Studies 8 May 2007 », sur The Brown Journal of World Affairs, 26 juillet 2018 (consulté le 4 avril 2019)